# Lattoflex
Lattoflex ist die bekannteste Marke der Thomas GmbH + Co. Sitz- und Liegemöbel KG, unter der das Unternehmen seine Matratzen und Bettsysteme vertreibt. Das Familienunternehmen ist Teil der Thomas Unternehmensgruppe mit Sitz in Bremervörde und beschäftigt ca. 180 Mitarbeiter.

## Geschichte
Das Unternehmen wurde 1935 als Karl Thomas Möbelwerkstätten gegründet. Der Markenname Lattoflex geht zurück auf die Erfindung des ersten Lattenrostes durch den Schweizer Erfinder Hugo Degen und den Möbeltischler Karl Thomas, Großvater des heutigen Geschäftsführers, im Jahr 1957. Im Gegensatz zu den nach dem Krieg üblichen Bettenkonstruktionen mit Drahtgewebe und Stahlfedern setzten die beiden auf eine Konstruktion aus mehreren Holzlatten, die jeweils an der Innenseite des Bettrahmens flexibel gelagert wurden. 
In den folgenden Jahren entwickelte Lattoflex Bettsysteme mit individuellen Einstellmöglichkeiten, stieß aber letztendlich an die Grenzen der Flexibilität des Materials. 1996 stellte Lattoflex dann das Bettsystem Winx vor, bei dem ganz auf Holz verzichtet wird und nur moderne Hochleistungswerkstoffe wie mit Kohlenstoff- oder Glasfasern verstärkte Kunststoffe (KfK, GfK) und der thermoplastische Kunststoff POM zum Einsatz kommen. Diese Unterfederungen bestehen aus einer Vielzahl elastischer Flügel, die in alle Richtungen beweglich sind und sich der Körperform des Schläfers anpassen. Die patentierten Systeme werden heute unter den Produktnamen Lattoflex 200 und 300 vertrieben.